# Globba flagellaris
Globba flagellaris är en enhjärtbladig växtart som beskrevs av Kai Larsen. Globba flagellaris ingår i släktet Globba och familjen Zingiberaceae. IUCN kategoriserar arten globalt som sårbar.
Artens utbredningsområde är Thailand. Inga underarter finns listade i Catalogue of Life.